# Inversa Galoisproblemet
Inom Galoisteori, en del av matematiken, är det inversa Galoisproblemet ett problem som handlar om huruvida varje ändlig grupp förekommer som Galoisgruppen av någon Galoisutvidgning av rationella talen Q. Detta problem, först framlagt på 1800-talet, är fortfarande olöst.
Mer allmänt, låt G vara en ändlig grupp och K en kropp. Då är frågan: finns det en Galoisutvidgning L/K vars Galoisgrupp är isomorfisk G? Om en sådan utvidgning existerar, säges G vara realiserbart över K.

## Partiella resultat
Det finns mycket detaljerad information i specialfall. Det är känt att varje ändlig grupp är realiserbar över en godtycklig funktionskropp i en variabel över komplexa talen C, och mer allmänt över funktionskroppar i en variabel över en godtycklig algebraiskt sluten kropp i karakteristik noll. Sjafarevitj bevisade att varje ändlig lösbar grupp är realiserbar över Q. Det är även känt att varje sporadisk grupp, förutom möjligtvis Mathieugruppen M23, är realiserbar över Q.
Hilbert har bevisat att denna fråga är relaterad till rationalitetsfrågan för G: 
Om K är en godtycklig utvidgning av Q på vilken G verkar som en automorfigrupp och invariantkroppen KG är rationell över Q, då är G realiserbar över Q.
Här betyder rationell en rent transcendent utvidgning av Q, genererad av en algebraiskt oberoende mängd. Detta kriterium kan användas exempelvis till att bevisa att alla symmetriska grupper är realiserbara.
Mycket detaljerat arbete har gjort på detta problem, som fortfarande är långt ifrån löst i det allmänna fallet. Mycket av detta går ut på att konstruera G geometriskt som en Galoistäckning of the projektiva linjen: i algebraiska termer börjar man med en utvidgning av kroppen Q(t) av rationella funktioner i en variabel t. Efter det applicerar man Hilberts irreducibilitetssats till att specialisera t så att Galoisgruppen bevaras.

### Fotnoter
1. ↑  http://udini.proquest.com/view/the-inverse-galois-problem-and-pqid:2439411211
2. ↑  I.R. Shafarevich, The imbedding problem for splitting extensions, Dokl. Akad. Nauk SSSR 120 (1958), 1217–1219.
3. ↑  p. 5 of Jensen et al., 2002